# Erdeihangya-formák

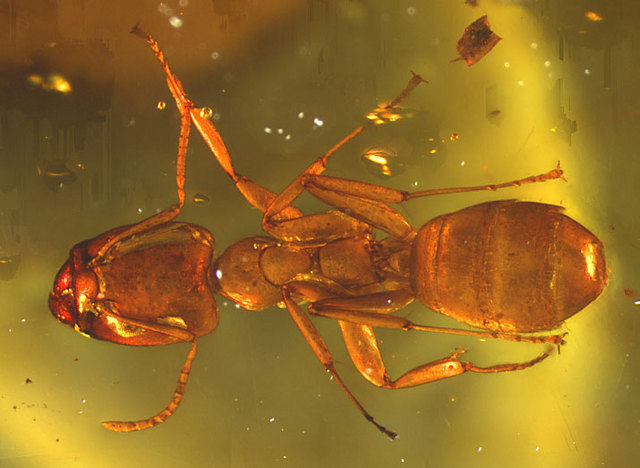
Dominikai borostyánba zárt Azteca alpha

Az erdeihangya-formák (Dolichoderinae) a hártyásszárnyúak (Hymenoptera) fullánkosdarázs-alkatúak (Apocrita) alrendjébe sorolt hangyák (Formicidae) családjának egyik alcsaládja.

## Származásuk, elterjedésük
Magyarországon négy nem hét faja él:
- kóborhangya (Tapinoma) nem:
  - közönséges kóborhangya (Tapinoma erraticum),
  - üvegpotrohú kóborhangya (apinoma melanocephalum),
  - ligeti kóborhangya (Tapinoma subboreale),

- tölgyfahangya (Liometopum),
  - közönséges tölgyfahangya (Liometopum microcephalum),

- zsellérhangya (Bothriomyrmex) két faja:
  - déli zsellérhangya (Bothriomyrmex communista),
  - nyugati zsellérhangya (Bothriomyrmex corsicus),

- erdeihangya (Dolichoderus) egy faja:
  - négypettyes erdeihangya (Dolichoderus quadripunctatus),

## Megjelenésük, felépítésük
Jellemzőjük az egyízű potrohnyél, amitől testalkatuk a vöröshangyaformákéhoz (Formicinae) hasonlatos.
Fullánkjuk és méregmirigyük elsatnyult. Utóbbi szerepét a pygidiális mirigy vette át, ezért potrohuk végéből nem hangyasavat, hanem jellegzetes szagú ciklopentanoid monoterpéneket fecskendeznek megmart áldozataikra. Mérgük a szó köznapi értelmében  „büdös” folyadék, amely lassan párolog, tehát a lefröcskölt áldozat sokáig büdös marad.(Tartally). 
Begyük igen bonyolult szerkezetű (Brehm).

## Életmódjuk, élőhelyük
Az ide tartozó fajok élőhelyükön többnyire territoriálisak és dominánsak: nemcsak az idegen fajok, de saját fajuk rivális kolóniái ellenében is védik a fészek környezetét. Táplálékforrásaikhoz nagy létszámú bolyaikból tömegesen vonulnak ki a dolgozók, és elűzik tőlük a többi hangyát.
Egyes fajok, mint például a közönséges tölgyfahangya (Liometopum microcephalum) az odvas fák belsejében kartonfészket építenek, aminek anyagát a dolgozók szétrágott famorzsalékból ragasztják össze nyálukkal (Brehm1933).
A különböző fajú hangyák parabiotikus együttélésének karakteres példái Kolumbiában a szívhangyák közé tartozó Crematogaster parabiotica és a Dolichoderus debilis faj közös bolyai. A két faj külön kamrákban neveli fiasítását, az ezeket összekötő járatokat viszont közösen használják. 
Lárváik a bábozódáshoz nem szőnek kokont (Tartally).

## Rendszertani felosztásuk
Az alcsaládot négy nemzetségre bontják összesen 29 nemmel. További 18 kihalt nem nemzetségbe sorolatlan.
- kóborhangya-rokonúak nemzetsége (Tapinomini) hét nemmel:
  - kóborhangya (Tapinoma)
  - tölgyfahangya (Liometopum),
  - Aptinoma,
  - Axinidris,
  - Ecphorella,
  - Technomyrmex,
  - †Ctenobethylus;

- zsellérhangya-rokonúak nemzetsége (Bothriomyrmecini) öt nemmel:
  - zsellérhangya (Bothriomyrmex),
  - Arnoldius,
  - Chronoxenus,
  - Loweriella
  - Ravavy.

- erdeihangya-rokonúak (Dolichoderini) egy nemmel:
  - erdeihangya (Dolichoderus)

- bothangyarokonúak (Leptomyrmecini) nemzetség 16 nemmel:
  - tigrishangya (Anonychomyrma)
  - aztékhangya (Azteca)
  - aszályhangya (Forelius)
  - szivárványhangya (Iridomyrmex)
  - bothangya (Leptomyrmex)
  - gyötrőhangya (Linepithema)
  - Anillidris
  - Doleromyrma
  - Dorymyrmex
  - Froggattella
  - Gracilidris
  - Nebothriomyrmex
  - Ochetellus
  - Papyrius
  - Philidris
  - Turneria

## Ismertidegenhonosfajok
- argentinhangya (Linepithema humile) — az újvilági faunabirodalom brazíliai faunatartományából az áruszállítással sikeresen elterjedt a Föld számos zónájában ( a 2000-es évekre hat kontinensen és több óceáni szigeten megtalálták), ahol kártékony özönfajjá vált. Különösen gyakori a mediterrán vagy szubtrópusi éghajlatú régiókban, ahol szuperkolóniát alkotva komoly gazdasági es ökológiai problémákat okoz.[4][5][6]